# 長内健栄
長内 健栄（おさない けんえい、1886年〈明治19年〉8月18日 - 1961年〈昭和36年〉12月10日）は、日本の政治家、農業経営者。衆議院議員、大光寺村長。

## 経歴
青森県南津軽郡大光寺村（現平川市）で、初代大光寺村長・長内建美の長男として生まれる。東奥義塾3年時に東京の錦城中学校に転じ、1909年（明治42年）、早稲田大学政治経済科を卒業した。
その後帰郷して、1914年（大正3年）、大光寺村会議員に当選。その後、大光寺村長、消防組頭、青森県会議員を歴任。立憲政友会支持一色であった大光寺村において、立憲民政党に入党し、同党南津軽郡分所幹事、同青森県支部幹事を務めた。
1942年（昭和17年）4月、第21回衆議院議員総選挙に青森県第2区から翼賛政治体制協議会（翼協）の推薦を受けずに出馬して当選し、衆議院議員を1期務めた。当選後は翼賛政治会に所属した。この間、濁酒づくりの公認を求めて有名となった。のち、自由党青森県第一支部長を務めた。